# Roberto Martínez Vera-Tudela
Pour les articles homonymes, voir Roberto Martínez et Martínez.
Roberto Joaquín Martínez Vera-Tudela, né le 3 décembre 1967 à Lima, est un footballeur international péruvien qui évoluait au poste de milieu de terrain.

## Biographie

### Carrière en club
Prêté par l'Universitario de Deportes, où il a été formé, Martínez débute en première division en 1986 avec le Deportivo San Agustín et remporte son premier championnat dès sa première saison comme joueur professionnel. Il est d'ailleurs considéré comme le joueur révélation de ce championnat 1986.
Il revient à l'Universitario l'année suivante où il fait l'essentiel de sa carrière. Joueur emblématique du club, il remporte quatre championnats du Pérou en 1987, 1990, 1992 et 1993.
Après une brève expérience au Sport Boys en 1997, Martínez raccroche les crampons avec le Deportivo Municipal, à la suite d'une terrible défaite 7-0, encaissée le 7 mars 1998, face à l'Alianza Lima.

### Carrière en sélection
Avec l'équipe du Pérou, il joue 24 matchs entre 1986 et 1993. Il marque son seul but international le 11 juin 1993, contre le Venezuela, en match amical. Il figure dans le groupe des sélectionnés lors des Copa América de 1987, 1991 et 1993 et atteint les quarts de finale lors de cette dernière compétition.

### Vie privée
Le 16 mai 1995, Martínez se marie avec la présentatrice de télévision et femme d'affaires Gisela Valcárcel, un des évènements les plus médiatiques de cette année-là. Ils divorcent au bout de trois ans. Le 18 mai 2002, il convole en deuxièmes noces avec un mannequin, Viviana Rivasplata, mais ils finiront aussi par divorcer. 
Par ailleurs, on lui prête beaucoup de relations sentimentales avec des mannequins ou actrices péruviennes (Melissa Loza (en), Vanessa Terkes (en), Pierina Carcelén (en), entre autres).

## Palmarès de joueur
| Deportivo San Agustín - Championnat du Pérou (1) : - Champion : 1986. |  | Universitario de Deportes - Championnat du Pérou (4) : - Champion : 1987, 1990, 1992 et 1993. |